# L-19 (潜水艦)
| 画像をアップロード | |
| 艦歴               | |
| 発注               | レニングラードオルジョニキーゼ第189海軍造船所/ウラジオストク第202造船所                                                                                     |
| 起工               | 1935年12月26日 |
| 進水               | 1938年5月25日 |
| 就役               | 1939年11月4日 |
| 退役               | |
| その後             | 戦没：1945年8月24日 |
| 除籍               | 1958年4月3日 |
| 性能諸元           | |
| 排水量             | 水上：1,120トン 水中：1,425トン |
| 全長               | 85.3m |
| 全幅               | 7.0m |
| 吃水               | 4.05m |
| 機関               | 水上：BM6式ディーゼル機関2基 水中：PG-9式電気モーター2基 2軸推進                                                                                            |
| 最大出力           | 水上：2,200hp 水中：1,300hp |
| 最大速力           | 水上：15.0ノット 水中：9.0ノット |
| 航続距離           | 水上：10ノット/10,000海里 |
| 燃料               | 重油：-トン |
| 乗員               | 55名 |
| 兵装               | B-24 1936年型 10cm（51口径）単装速射砲1基 21-K 1934年型 4.5cm（46口径）単装高射砲1基 53.3cm水中魚雷発射管単装8門（前部6門、後部6門、予備魚雷18本） 機雷18発 |

L-19（ロシア語: Л-19、エール・ヂヴィナーッツァチ）は、ソ連海軍所属の機雷敷設潜水艦である。1945年8月15日の日本のポツダム宣言受諾後も満洲･南樺太･千島では日本軍とソ連軍の戦闘が続き、南樺太から多数の日本人を乗せて疎開してきた三隻の日本艦船が北海道の留萌沖周辺で次々とソ連潜水艦によるとみられる攻撃を受け、多くの犠牲者が出た（三船殉難事件）。この攻撃を行った潜水艦の一つとされる。

## 概要

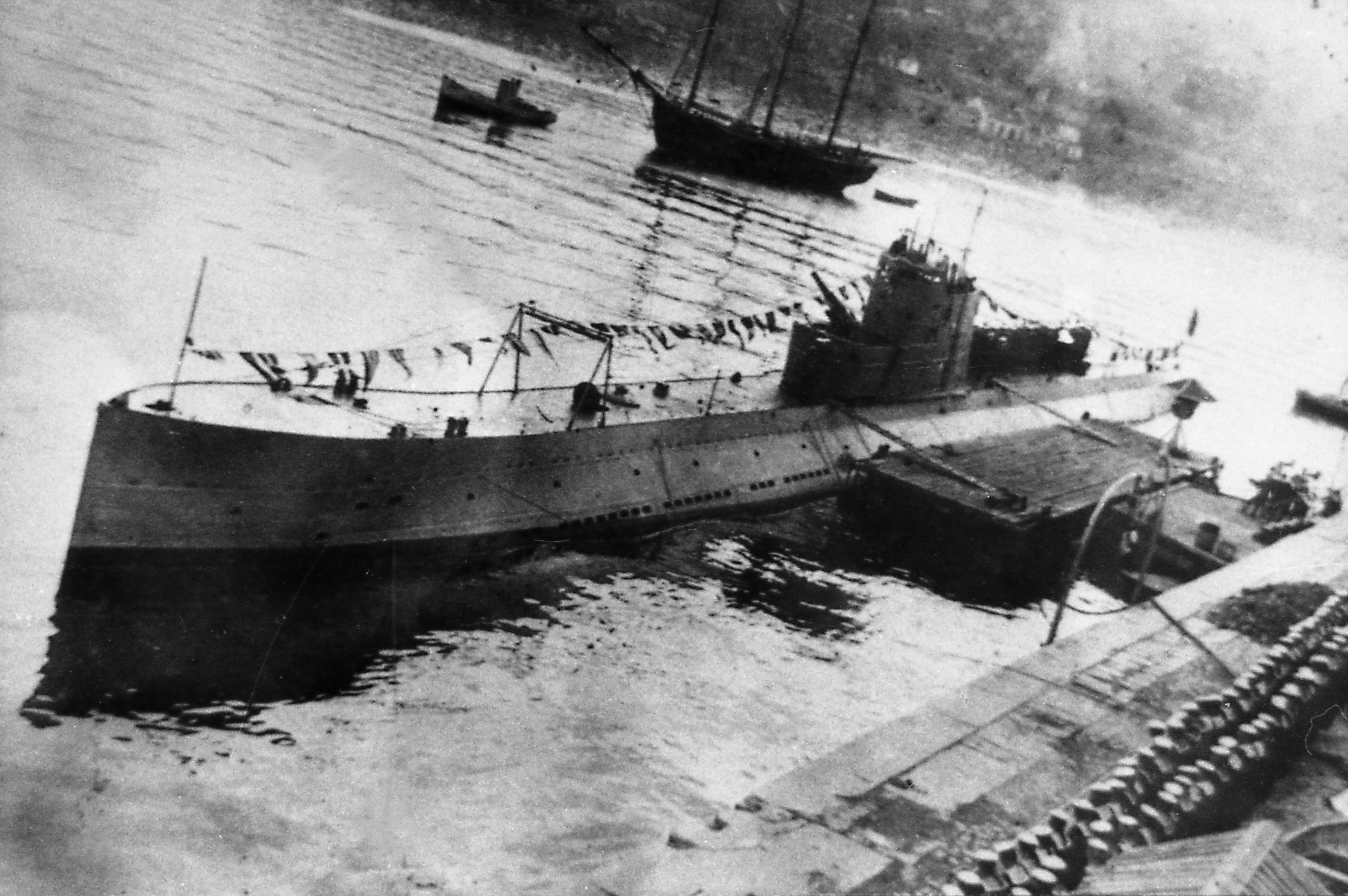
本艦と同型艦の「L-4 Garibaldiec」

レーニネツ級潜水艦の立面図

### 建造
1935年12月26日、L-19はレーニネツ級潜水艦第XIIIシリーズの7番艦として第189工場で起工された。翌1936年にはウラジオストクの第202工場に建造場所を移され、1938年5月25日には進水、1939年11月4日には赤色海軍太平洋艦隊に編入された。

### 作戦行動
- 1945年8月19日、留萌沖近海に向かった。21日から、任務は偵察や敵艦攻撃。
- 1945年8月22日、第二号新興丸(2,700トン)を雷撃及び砲撃によって大破させた。
- 1945年8月22日、泰東丸(877トン)を砲撃によって撃沈した。

### 沈没
L-19は礼文島沖合で、「これから宗谷海峡に入る」との電文通信を行ったのを最後に消息を絶ち、行方不明となった。何らかの理由で沈没したものと推定されている。ソ連太平洋艦隊作戦司令部は、宗谷海峡で機雷に接触、沈没したものと判断した。このL-19による攻撃を受けた、他ならぬ第二号新興丸が、その2か月前に宗谷海峡の機雷を敷設していたという。

### 捜索
宗谷海峡周辺では、操業中の漁船が金属片を巻き上げたことがあるなどから沈没船の存在が知られていたほか、サハリンプロジェクトの調査船も海底付近で船影らしき存在を確認してきた。なお、同海域では、1943年にアメリカ海軍の潜水艦ワフー (SS-238 Wahoo) も沈没しており、両者を取り違えている可能性もある。
2005年、ロシア海軍太平洋艦隊は、艦隊創立60周年の節目にあたり調査船イースクラによりを捜索海域に派遣、水中音波探知機などを使い海底調査を行ったが空振りに終わった。2006年6月には、大型揚陸艦ペレスヴェートと海洋観測艦GC-47、イースクラによりL-19の追悼式典が行われている。